# Sale (Royaume-Uni)
Pour les articles homonymes, voir Sale.
Sale est une ville anglaise située dans le district métropolitain de Trafford, un des dix districts formant le Grand Manchester. Faisant partie de l'ancien comté du Cheshire, elle est située sur la rive sud du fleuve Mersey, à 3.1 km au sud de Streford, à 4 km au nord-est d'Altrincham et à 8.4 km au sud-ouest de Manchester. En 2011, on compte 134 122 habitants. Selon une étude de la Royal Mail parue en 2017, Sale est considérée comme la 4e ville d'Angleterre où il fait le mieux vivre.
Des preuves de l'existence de la ville à l'âge de la pierre, à l'ère romaine ainsi qu'à l'ère anglo-saxonne ont été récemment découvertes. Au Moyen Âge, Sale est une cité rurale appartenant à la paroisse d'Ashton upon Mersey et dont les champs et prés sont utilisés pour la culture et l'élevage. Au XVIIe siècle, Sale accueille de petites fabriques artisanales spécialisées dans le textile et la maroquinerie.
Le canal de Bridgewater rejoint Sale à partir de 1765, stimulant ainsi l'urbanisation de la ville. L'arrivée du chemin de fer en 1849 permet à la ville de se développer davantage et devenir ainsi terre d'accueil des classes moyennes ; à la fin du XIXe siècle, la population de Sale est multipliée par 3. Le secteur primaire décline au profit du secteur tertiaire.
La croissance de la ville résulte de sa fusion avec la cité voisine d'Ashton upon Mersey, à la suite du Local Government Act de 1929. L'augmentation de la population conduit à l'obtention d'une charte en 1935, conférant à Sale le statut honorifique de banlieue de Manchester. Depuis, Sale ne cesse de prospérer, aidée par sa proximité avec l'autoroute M60 et le métro de Manchester. Le Sale Water Park est un parc public comprenant un lac artificiel en son sein, plébiscité pour la pratique de sports nautiques. Sale compte trois clubs de rugby : Sale FC, Sale Sharks et Sale Harriers.

## Histoire
Une flèche de pierre taillée découverte à Sale met en évidence la présence d'hommes dans la région à la Préhistoire. Cette pierre est la seule preuve d'humanisation de la région jusqu'à l'ère romaine. 46 pièces romaines datant du IVe siècle ont été découvertes à Ashton-upon-Mersey.
Sale s'étend tout au long de la voie romaine dont le tracé est aujourd'hui repris par l'A56.
Le nom de « Sale » est fruit de l'invasion anglo-saxonne, indiquant ainsi la création de la ville aux VIIe – VIII e siècles. Non référencées dans le Domesday Book de 1086, les deux villes de Sale et Ashton-upon-Mersey le sont respectivement dans différents registres en 1199-1216 et 1260, décrites comme des comtés développés par les Saxons.
Le comté de Sale fait partie des 30 comtés appartenant à William FitzNigel, un puissant baron du XIIe siècle dans le Nord Cheshire. FitzNigel partage Sale entre Thomas de Sale et Adam de Carrington, agissant en tant que seigneurs pour le compte de FitzNigel. À la mort de Thomas de Sale, son beau-fils John Holt hérite de ses terres ; à la mort de Adam de Carringyton, ses terres deviennent la propriété de Richard de Massey, membre de la famille Massey, barons de Dunham. Sale appartient aux familles Holt et Massey jusqu'au XVIIe siècle jusqu'à la vente de leurs terres respectives. Le Sale Old Hall est construit aux environs de 1603 pour James Massey, probablement pour remplacer le château médiéval ; c'est l'une des premières constructions de briques rouges érigée dans le nord-ouest de l'Angleterre. Le château a été rebâti en 1840 puis démoli en 1920. Seules deux constructions sont désormais existantes : le pigeonnier présent dans le parc public Walkden Garden, et le petit pavillon à présent occupé par le club de golf de la ville.
Le pont de Crossford Bridge, construit en 1367, est détruit en 1745. Il était l'un des ponts du fleuve Mersey détruits sur ordre du gouvernement afin de freiner la progression des Jacobites au cours de la seconde révolte de ces derniers. Les Jacobites réparent néanmoins ce pont reliant Manchester et l'utilisent afin d'envoyer des forces à Sale et Altrincham. Leur but était de faire croire aux autorités qu'ils se dirigeaient vers Chester ; projet concrétisé puisque les forces majeures Jacobites atteindront un peu plus Cheadle et Stockport.
Les travaux d'extension du canal de Bridgewater pour relier Runcorn se terminent en 1765 et permettent une transformation économique de Sale, offrant une nouvelle route plus rapide et moins chère vers Manchester. Les fermiers vendant aux marchés de Manchester en ramènent des engrais pour leurs terres. Néanmoins, le canal ne bénéficie pas à tous : de nombreux petits cultivateurs voient leurs terrains inondés par l’aqueduc de Barfoot Bridge. Une carte de 1777 montre que Sale s'est largement étendu, son territoire majoritairement occupé par des fermes autour de Dane Road, Fairy Lane et Old Hall Road.
Environ 120 hectares de terrains vagues aux alentours de Sale sont annexés en 1807 pour être partagés entre les différents propriétaire terriens du comté.

## Géographie
| Urmston         | Stretford | Stretford          |
| Carrington (en) | Sale      | Chorlton-cum-Hardy |
| Broadheath      | Timperley | Baguley            |

## Sports
Rugby à XV
Le club des Sale Sharks est basé dans cette ville, mais joue sur le terrain des "treizistes" de Salford.